# Coordenadas baricêntricas (astronomia)

Movimento do baricentro do Sistema Solar em relação ao Sol.

Em astronomia, coordenadas baricêntricas são coordenadas não rotativas com origem no centro de massa de dois ou mais corpos.